# Mercado de Leicester
El Mercado de Leicester  (en inglés: Leicester Market) es un mercado en la ciudad de Leicester, Inglaterra, en el Market Place, justo al sur de la torre del reloj. 
Está abierto de lunes a sábado y cuenta con más de 270 puestos de venta. Se trata de un espacio de alrededor de 800 años, pero que se trasladó al sitio actual hace unos 700 años. Es el mayor mercado al aire libre cubierto en Europa. 
El mercado al aire libre vende una amplia variedad de productos, sobre todo frutas y verduras, pero también flores, ropa, libros de segunda mano, bric-a-Brac y la joyería. También cuenta con un número de unidades permanentes, que contienen ropa, cosméticos, tejidos, tarjetas de felicitación, un café y productos para mascotas. 
El mercado interior (1973) es un edificio de varios niveles que contiene el mercado y delicateses de pescado, así como puestos de venta de ropa, artículos de mercería, calzado, joyas, piedras preciosas, y de la confitería.